# Никола Парапунов
Никола Костадинов Парапунов е деец на Българската комунистическа партия. Участник в партизанското движение по време на Втората световна война, командир на Разложката чета, командир на Четвърта Горноджумайска въстаническа оперативна зона на НОВА.

## Биография
Никола Парапунов е роден на 1 юли 1909 година в град Мехомия. Още като ученик в техническото училище „Христо Ботев“ в София влиза в марксистки кръжок. Става член на БКП през 1931 година. Възстановява структурите на партията и БКМС в град Разлог. От началото на 1932 година е член на окръжното ръководство на БКП в Петрич. Осъден за политическа дейност по ЗЗД. Присъдата изтърпява от 1933 до 1941 година.
След излизането от затвора участва в комунистическото партизанско движение по време на Втората световна война. Преминава в нелегалност и на 26 юли 1941 г. организира Разложката партизанска чета, с което слага началото на партизанското движение в България. След създаването на ОФ, работи за развиването на неговите структури в Югозападна България. Става член на ЦК на БРП (к) в началото на 1943 година. Командир на Четвърта Горноджумайска въстаническа оперативна зона. Убит от засада на полицията край село Бараково по пътя за Горна Джумая.